# Narbéfontaine
Narbéfontaine (Duits: Memersbronn) is een gemeente in het Franse departement Moselle (regio Grand Est) en telt 118 inwoners (1999). De plaats maakt deel uit van het arrondissement Forbach-Boulay-Moselle.

## Geografie
De oppervlakte van Narbéfontaine bedraagt 3,5 km², de bevolkingsdichtheid is 33,7 inwoners per km².
De onderstaande kaart toont de ligging van Narbéfontaine met de belangrijkste infrastructuur en aangrenzende gemeenten.

## Demografie
Onderstaande figuur toont het verloop van het inwonertal (bron: INSEE-tellingen).